# Communauté rurale de Inor
La communauté rurale d'Inor est une communauté rurale du Sénégal, située en Casamance dans le sud du pays.

## Administration
Elle fait partie de l'arrondissement de Bona, du département de Boukiling et de la région de Sédhiou .
Les 33 villages de la communauté rurale sont :
- Badimbour
- Barandama
- Bassada
- Baya
- Bissary Kansoye
- Bissary Niosson
- Diaouwély Doulo
- Diaouwély Samba Ba
- Diourou  1
- Diourou  2
- Inor Baïnounk
- Inor Diola
- Inor Manding
- Kadialène
- Kampila
- Kandialon
- Madina Lamine
- Madina Lamine Sall
- Madina Ndagouène
- Madina Soukoutoto
- Magnora  Diola
- Magnora  Manding
- Magnora 2
- Mayor
- Mousdalifa
- Ndogane
- Niahoump
- Sédék
- Sibidiang
- Taslima
- Tobor
- Vélingara Famara Mané
- Vélingara Ibrahima DIALLO